# Club Deportivo Díter Zafra
Maillots
Le Club Deportivo Díter Zafra est un club de football espagnol basé à Zafra.
Le club jouait ses matchs à domicile au nouveau stade de Zafra.